# Zhou Shuguang
Zhou Shuguang (chinesisch: 周曙光; pinyin: Zhōu Shǔguāng; * 1981), auch bekannt als Zuola, ist ein chinesischer Blogger und Bürgerjournalist. Er wurde dadurch bekannt, dass er durch China reist und Ungerechtigkeiten dokumentiert, die Bürgern angetan werden.

## Persönliches
Zhou wurde in der Nähe von Shaoshan in der Provinz Hunan geboren. Seit 2004 schreibt er einen Blog, in dem er heikle Themen, wie zum Beispiel Redefreiheit, Tibet, Nagelhaus oder die staatliche Zensur der Medien dokumentiert. Sein Blog hat großes Interesse in China geweckt, weshalb die Behörden bei verschiedenen Gelegenheiten versuchten, den Blog zu sperren. Deshalb betreibt Zhou seinen Blog auf Servern in den USA, um die Blockierungen zu umgehen. Er unterstützt Reformen in China und reist durch das ganze Land, wobei er ungerechte Fälle dokumentiert. Während eines Aufenthaltes in Hongkong beschrieb er die Gesellschaft als „harmonisch“.
Zhou wird in ausländischen Medien als bedeutender Blogger bezeichnet und wurde zur Verleihung des Bürgerjounalistenpreises der Deutschen Welle eingeladen, die am 27. November 2008 stattfand. Chinesische Behörden erlaubten ihm jedoch nicht, daran teilzunehmen. Sie begründeten dies mit einer „möglichen Gefahr für die nationale Sicherheit“.
Im Juni 2018 erhielt er die Staatsangehörigkeit der Republik China.

## Aktivitäten

### Tibetische Unruhen 2008
Zhou übersetzte während der Tibetischen Unruhen 2008 ausländische Zeitungsartikel, die nicht in den Staatsmedien erwähnt wurden, und veröffentlichte diese mit Bildern auf seiner Website.

### Weng’an-Aufstand 2008
Während des Weng’an-Aufstandes 2008 reiste Zhou nach Weng’an, wo er Interviews mit den Eltern des betroffenen Mädchens und Bilder auf seiner Website veröffentlichte, die die Folgen des Aufstandes zeigten. Seine und die Arbeit anderer Blogger führte dazu, dass vier Mitglieder der Kommunistischen Partei sowie lokale Regierungs- und Sicherheitsbeamte wegen Machtmissbrauchs entlassen wurden.

### Verhaftung 2008
Am 14. August 2008 wurde Zhou in seinem Haus verhaftet. Während er aus dem Haus und in ein Fahrzeug gezwungen wurde, konnte er von seiner Verhaftung auf Twitter posten. Anschließend wurde er in seine Heimatstadt Meitanba zurückgebracht und eine Stunde lang festgehalten. Nach seiner Freilassung wurde ihm sein Computer zurückgegeben, doch war es ihm nicht erlaubt die Stadt zu verlassen.

### Fall von Yang Jia
Zhou war gegenüber dem unparteilichen Ablauf bei Gericht im Fall von Yang Jia skeptisch und unterzeichnete zusammen mit anderen eine Online-Petition, die Experten dazu aufforderte, die Ursachen für den Amoklauf Yang Jias zu ermitteln.